# 미인도 (영화)
《미인도》는 2008년에 개봉한 대한민국의 영화이다.

## 줄거리
은퇴한 궁중 화가 신한평은 당대 최고의 화가인 김홍도에게 복수하기 위해 아들을 키우지만, 아들은 재능 부족으로 자살한다. 이에 신한평은 딸 윤정을 남장시켜 아들 행세를 하게 하고, 궁중 화가의 세계로 들어가게 한다.
성장한 윤정은 '혜원'이라는 이름으로 궁에 들어가 김홍도의 제자가 되어 그림을 배운다. 김홍도는 혜원의 뛰어난 재능과 여성스러운 면모를 알아차린다. 혜원이 거울 장수 강무와 만나 사랑에 빠지면서 상황은 복잡해진다. 김홍도는 혜원을 향한 질투심과 소유욕에 사로잡히고, 이로 인해 세 사람의 관계는 위험한 수준으로 치닫는다.

## 캐스팅
- 김민선 : 신윤복 역
- 김영호 : 김홍도 역
- 김남길 : 강무 역
- 추자현 : 설화 역
- 한명구 : 정조 역
- 박지일 : 신한평 역
- 권병길 : 김거상 역
- 최규환 : 최 화원 역
- 여호민 : 심 화원 역
- 황찬우 : 허 화원 역
- 김승훈 : 홍 화원 역
- 한국진 : 방사 스님 역
- 강산 : 어린 윤복 역
- 이라혜 : 윤정 역
- 전국환 : 당상관 역
- 라미란 : 정경부인(정2품) 역
- 최대성 : 포도청 나졸 2 역
- 박용 : 관료 2 역
- 최익준 : 포도대장 역
- 이일섭 : 노 한량 역
- 기세형 : 기생집 한량 18 역
- 최문수 : 사대부집 여인 역
- 김영웅 : 비단가게 주인 역
- 공호석 : 기부 역 (우정출연)